# Rho Centauri
Rho Centauri (ρ Cen / HD 105937 / HR 4638) es una estrella de la constelación de Centauro de magnitud aparente +3,96.
Se encuentra a 342 años luz del sistema solar. 
De tipo espectral B3V, Rho Centauri es una estrella de la secuencia principal cuya energía proviene de la fusión nuclear del hidrógeno en su interior.
Similar a Benetnasch (η Ursae Majoris), es mucho más caliente que nuestro Sol, alcanzando su temperatura efectiva los 19.500 K.
Es 2800 veces más luminosa que este, con un diámetro 3,8 veces más grande que el diámetro solar y gira sobre sí misma con una velocidad de rotación de al menos 110 km/s.
Su masa es 7 veces mayor que la masa solar mientras que su edad se estima en 27,5 millones de años, apenas 1/170 de la edad solar.
A diferencia de otras estrellas blanco-azuladas de Centauro como η Centauri o μ Centauri, Rho Centauri no es miembro de la Asociación estelar de Scorpius-Centaurus, sino que forma parte del llamado «Cinturón de Gould», anillo parcial de estrellas que incluye multitud de estrellas masivas y calientes de reciente formación.